# Pierre Adrian
Pierre Adrian (29 giugno 1991) è uno scrittore e giornalista francese.

## Biografia
Pierre Adrian è cresciuto nei pressi di Parigi e vive a Roma. 
Dopo gli studi di storia e giornalismo, ha esordito nel 2015 con La pista Pasolini, racconto iniziatico di un pellegrinaggio sulle tracce dell'autore italiano e insieme riflessione su ciò che ha reso Pasolini una guida per i giovani d'oggi. Favorevolmente accolto dalla critica, il romanzo ha conseguito nel 2016 il Prix des Deux Magots e il Prix François-Mauriac dell'Académie française.
Nel gennaio 2017 è apparso il suo secondo romanzo, Des âmes simples, vincitore del prix Roger-Nimier nell'ottobre dello stesso anno.
Del 2020 è il romanzo I bravi ragazzi, interpretazione letteraria del massacro del Circeo, seguito nel 2022 da I giorni del mare.
Appassionato di calcio e ciclismo, dal novembre 2016 è cronista per L'Équipe.

## Opere
- La pista Pasolini, Enrico Damiani Editore, Brescia, 2017 - ISBN 9788899438135 (La piste Pasolini, 2015 - trad. dal francese di Annarita Stocchi).
- Des âmes simples (Anime semplici, 2017).
- I bravi ragazzi, Gremese, Roma, 2022 - ISBN 9788866921400 (Les Bons Garçons, 2020 - trad. dal francese di Franco Ferrini).
- I giorni del mare, Atlantide, Roma, 2023 - ISBN 9788899591618 (Que reviennent ceux qui sont loin, 2022 - trad. dal francese di Maria Sole Iommi).